# Fotografie de natură

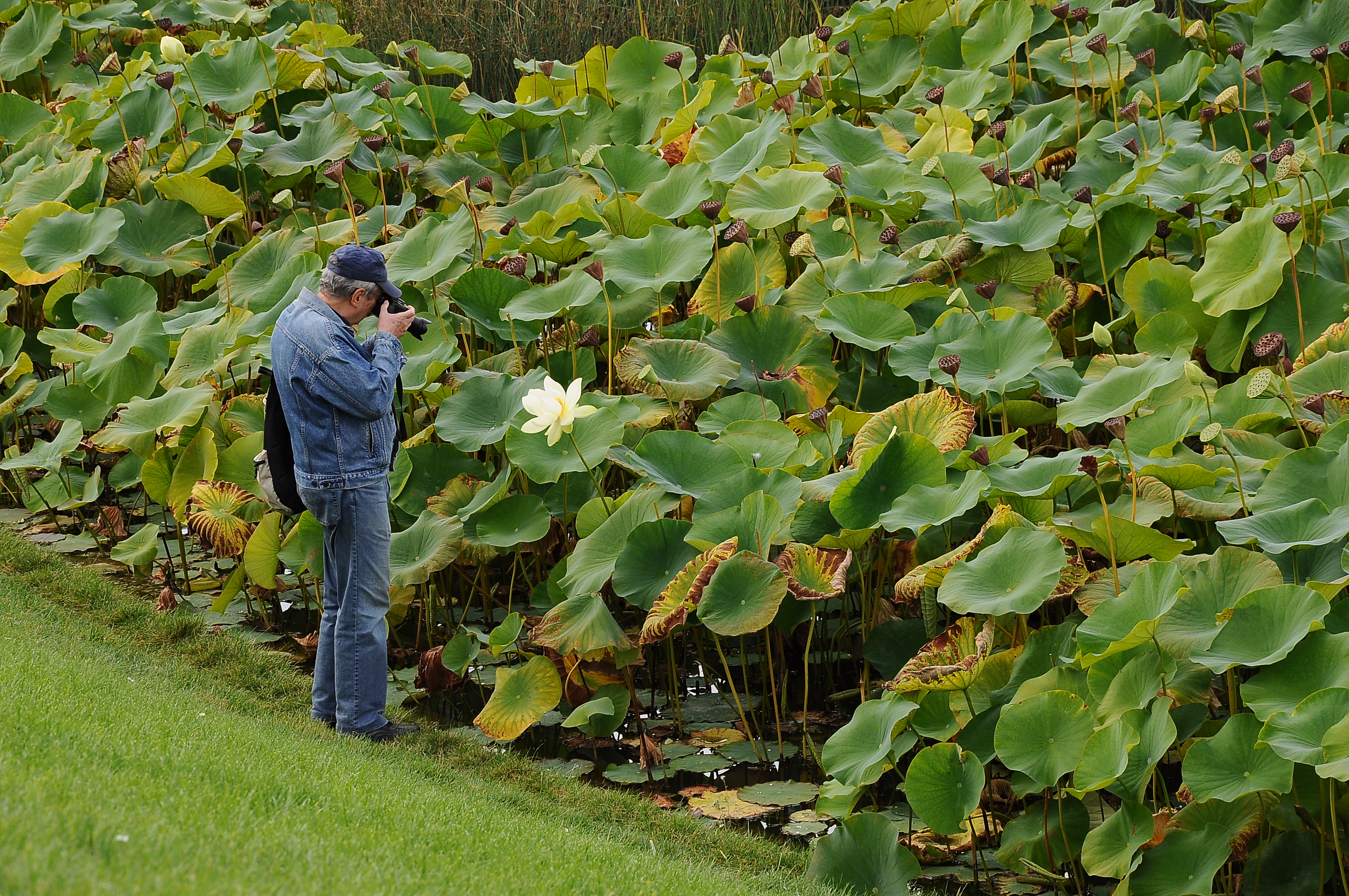
Efectuarea unei fotografii de natură în Parcul Floral din Paris (Nelumbo lutea)

Fotografia de natură se referă la o gamă largă de fotografiere făcută în aer liber și dedicată prezentării elementelor naturale, cum ar fi peisaje, animale sălbatice, plan și prim-planuri de texturi și scene naturale. Fotografia de natură tinde să pună un accent mai puternic pe valoarea estetică a fotografiei decât alte genuri de fotografie, cum ar fi fotojurnalismul sau fotografia documentară.
Fotografiile de natură sunt publicate în reviste științifice, de călătorie și culturale, cum ar fi Revista National Geographic, Revista National Wildlife și Audubon Magazine sau alte reviste mai specifice, cum ar fi  Outdoor Photographer și Nature's Best Photography. Printre cei mai bine cunoscuți fotografi ai naturii se numără Frans Lanting, Galen Rowell, Eliot Porter și Art Wolfe.

## Vezi și
- Wildlife photography
- Digiscoping
- Escape distance of animals